# Siempre es domingo
Siempre es domingo es una película española de género dramático estrenada el 23 de octubre de 1961, dirigida por Fernando Palacios y protagonizada en los papeles principales por María Mahor, Pepe Rubio, Mara Cruz, Carlos Larrañaga, María Luisa Merlo y José Luis Pellicena.

## Sinopsis
En un barrio de Madrid, donde la mayoría de sus habitantes son gentes de clase acomodada, un grupo de amigos y amigas pasan los días bebiendo, siempre de fiesta, sin que sus padres se preocupen de ellos. A pesar de los buenos momentos que están pasando, todos ellos tienen problemas que intentan olvidar con esta costumbre.

## Reparto
| - María Mahor como Carlota. - Pepe Rubio como David. - Mara Cruz como Clara Eugenia Andonelli. - Carlos Larrañaga como Luis Lara. - María Luisa Merlo como Dorotea 'Doris'. - José Luis Pellicena como Víctor Navarro - poeta. - Maite Blasco como Gloria - prima de Carlota. - Arturo López como Paco. - María Silva como Amiga de Carlota. - Carlos Estrada como Julio - cuñado de Carlota. - Yelena Samarina como Hermana de Carlota. - Pedro Osinaga como Gonzalo. - Gracita Morales como Petri - sirvienta vecina. - Simón Andreu como Amigo de Carlota. - Jorge Llopis como Don Eduardo. - Mari Carmen Prendes como Madre de Carlota. - Susana Campos como Teresa. - Fernando Rey como Juez Andonelli. - Andrés Mejuto como Padre de Víctor. | - Carlos Lemos como Don Tomás. - William Layton como Míster Cleamant. - Alfonso Godá - María Andersen - Hugo Pimentel - José Orjas como Taxista. - Pedro Rodríguez de Quevedo - Juan Cortés - Antonio Queipo - Ana María Ventura - Antonio Braña - Jesús Guzmán como Enrique Valona. - Juan Cazalilla como Librero. - Santiago Ontañón - Rafael Ibáñez - Rosario García Ortega - Silvana Velázquez |